# Koiszków
Koiszków (niem. Koischkau) – wieś w Polsce położona w województwie dolnośląskim, w powiecie legnickim, w gminie Legnickie Pole.
W latach 1975–1998 miejscowość administracyjnie należała do województwa legnickiego.
Wieś przecina droga krajowa nr 3 (odcinek Legnica – Jawor).